# Gott, man lobet dich in der Stille, BWV 120

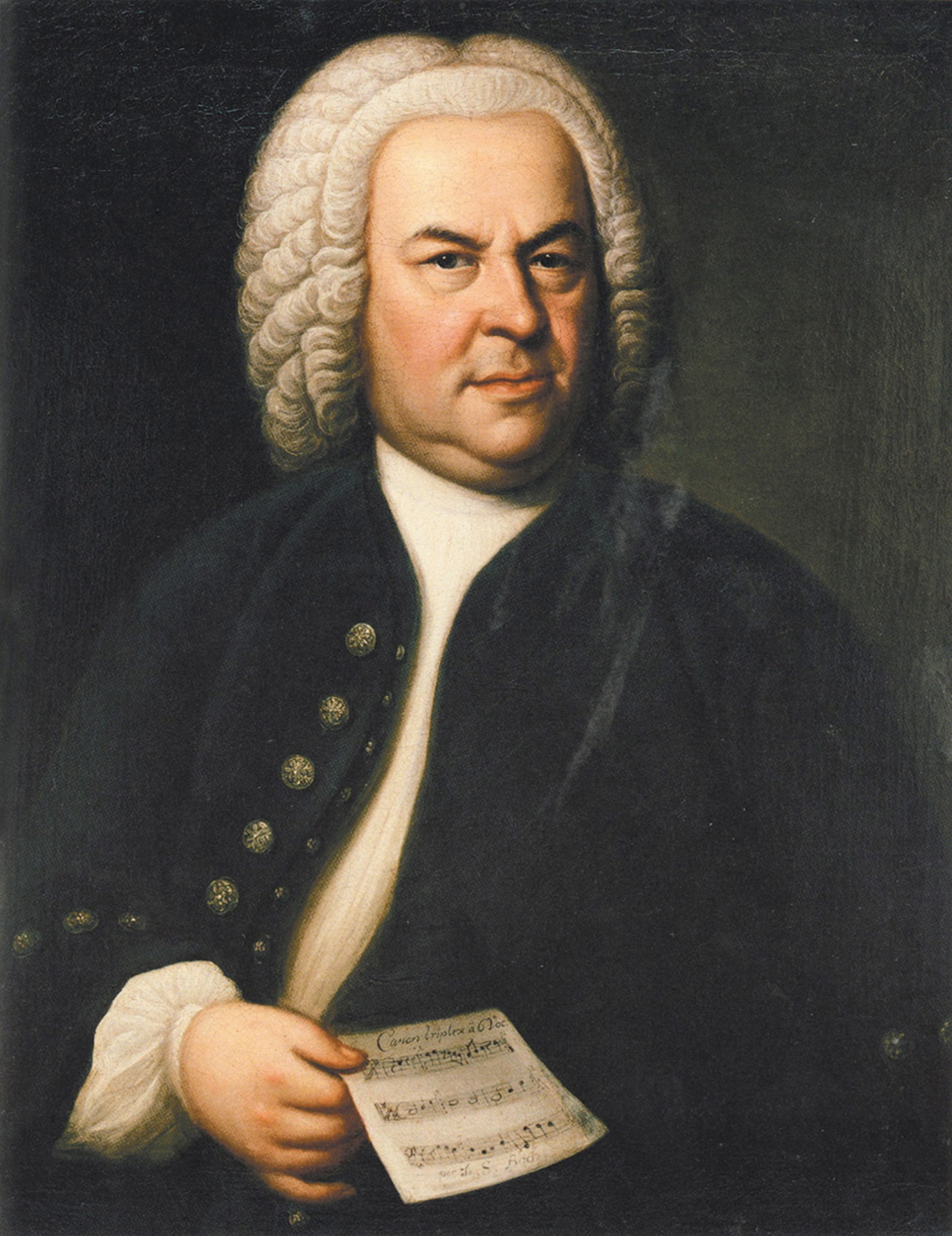
Johann Sebastian Bach, compositor de la cantata.

Gott, man lobet dich in der Stille, (Dios, eres alabado en la quietud), BWV 120.1 (anteriormente BWV 120), es una cantata de iglesia compuesta por Johann Sebastian Bach en Leipzig con motivo del Ratswechsel, la inauguración de un nuevo ayuntamiento en un servicio religioso, probablemente antes de 1730, o, alternativamente, en 1742. Partes de la cantata aparecieron en una cantata nupcial (BWV 120.2) y una cantata que conmemora las Confesiones de Augsburgo en 1730 (BWV 120.3). Bach reelaboró el segundo movimiento coral para el «Symbolum Nicenum» de su Misa en si menor, BWV 232.

## Historia
Bach compuso la cantata en Leipzig para la inauguración del nuevo ayuntamiento, que tuvo lugar en un servicio festivo en la iglesia de San Nicolás (Nikolaikirche) el lunes siguiente al día de San Bartolomé (24 de agosto). Se considera probable que tuviera lugar una primera actuación en 1728 o 1729, o según otras fuentes, como Klaus Hofmann, en 1742. La partitura autografiada de esa actuación se conserva, con el título «J. J. Concerto à 4 Voci. due Hautb. due Violini, Viola, 3 Trombe, Tamburi è | Continuo». Partes de la cantata aparecen en la cantata nupcial Herr Gott, Beherrscher aller Dinge, BWV 120.2 y la cantata Gott, man lobet dich in der Stille, BWV 120.3, por el 200 aniversario de la Confesión de Augsburgo en 1730. La música de esta última obra se ha perdido, sólo se conservan partes de la cantata anterior.
Bach reelaboró la primera parte del segundo movimiento «Jauchzet, ihr erfreuten Stimmen» para el «Et expecto resurrectionem mortuorum» en el «Symbolum Nicenum» (Credo) de su Misa en si menor, BWV 232.

## Partitura, texto y estructura
La instrumentación refleja la ocasión festiva para la que fue escrita: cuatro solistas, soprano, alto, tenor y bajo, un coro de cuatro voces, tres trompetas, timbales, dos oboes de amor, dos violines, viola y bajo continuo.
La cantata tiene seis movimientos:
1. Alto solo: Gott, man lobet dich in der Stille
2. Coro: Jauchzet, ihr erfreuten Stimmen
3. Recitativo (bajo): Auf, du geliebte Lindenstadt
4. Aria (soprano): Heil und Segen
5. Recitativo (tenor): Nun, Herr, so weihe selbst das Regiment
6. Coral: Nun hilf uns, Herr, den Dienern dein

El primer movimiento se basa en el Salmo 65:2. Es inusual que Bach abra una cantata festiva con una voz solista, pero las palabras «aus der Stille» (fuera del silencio) puedieron haberlo llevado a escribirla para alto y dos oboe de amor. La primera parte del jubiloso segundo movimiento, un coro dominado por la orquesta completa, fue adaptada para la misa en si menor. El aria de soprano con violín solo se basa probablemente en una obra anterior de la época de Bach en Köthen que sirvió de modelo también para un movimiento de una sonata para violín BWV 1019a. El recitativo tenor va acompañado de cuerdas para subrayar su carácter de oración por justicia y bendiciones futuras. Las palabras para la coral final están tomadas del Te Deum alemán, Herr Gott, dich loben wir, de Martín Lutero.

## Grabaciones
- Cantatas, BWV 119–120, Nikolaus Harnoncourt, Tölzer Knabenchor, Concentus Musicus Wien, Markus Huber (soprano masculino), Paul Esswood, Kurt Equiluz, Robert Holl, Philippe Huttenlocher, Teldec 1971
- Die Bach Kantate Vol. 67, Helmuth Rilling, Gächinger Kantorei, Bach-Collegium Stuttgart, Helen Donath, Hildegard Laurich, Adalbert Kraus, Wolfgang Schöne, Hänssler 1973
- J.S. Bach Cantatas BWV 29 "Wir danken dir, Gott"; BWV 119 "Preise, Jerusalem, den Herrn"; BWV 120 "Gott, man lobet dich in der Stille", Philippe Herreweghe, Collegium Vocale Gent, Deborah York, Ingeborg Danz, Mark Padmore, Peter Kooy, Harmonia Mundi 1999
- J.S. Bach: Complete Cantatas Vol. 20 Ton Koopman, Amsterdam Baroque Orchestra & Choir, Sandrine Piau, Bogna Bartosz, Antoine Marchand 2003